# Gubernia suwalska
Gubernia suwalska (ros. Сувалкская губерния; lit. Suvalkų gubernija) – jednostka podziału terytorialnego Rosji w Królestwie Kongresowym, istniejąca w latach 1867–1915.

## Historia
Gubernia powstała w 1867 z północnej części guberni augustowskiej. Obejmowała powiaty: Augustów, Suwałki, Sejny, Mariampol, Władysławów, Kalwaria i Wyłkowyszki. 
Do 1912 była jedyną gubernią na terenie Królestwa Polskiego o większości niepolskiej. Według spisu z 1897 zamieszkiwało ją 304 tys. Litwinów (52%), 134 tys. Polaków (23%), 59 tys. Żydów (10%) oraz 30 tys. Niemców (5%). Białorusinów było 27 tys., a Rosjan 24 tys. 
Po odzyskaniu niepodległości przez Polskę i Litwę gubernię podzielono między Rzeczpospolitą (powiaty: Augustów, Suwałki i mniejsza część sejneńskiego) a państwo litewskie. Obecnie większa część guberni należy do Litwy, jej południowo-zachodni fragment do Polski, a kilka gmin z dawnego powiatu augustowskiego do Białorusi. 

## Miasta
Lista miast guberni na podstawie danych z carskiego spisu powszechnego z 1897 roku oraz współczesna przynależność państwowa:
|     | miasto      | populacja (1897) | państwo (2022) |
| --- | ----------- | ---------------- | -------------- |
| 1.  | Suwałki     | 22 648           | Polska         |
| 2.  | Augustów    | 12 743           | Polska         |
| 3.  | Kalwaria    | 9 378            | Litwa          |
| 4.  | Mariampol   | 6 737            | Litwa          |
| 5.  | Wyłkowyszki | 5 788            | Litwa          |
| 6.  | Władysławów | 4 595            | Litwa          |
| 7.  | Sejny       | 3 778            | Polska         |
| 8.  | Wierzbołów  | 3 293            | Litwa          |
| 9.  | Preny       | 2 477            | Litwa          |
| 10. | Szaki       | 2 211            | Litwa          |

## Władze administracyjne

### Gubernatorzy
- Piotr Żerwe
- Siergiej Gołowin
- Nikołaj Zinowjew
- Jewgienij Subbotkin
- Władimir Tchorżerwski
- Leonid Stamierow
- Iwan Podgorodnikow
- Konstantin Bożowski
- Emmanuel Wataci
- Michaił Arcimowicz
- Piotr Stremouchow
- Nikołaj Kupriejanow[3]

### Wicegubernatorzy
- Nikołaj Cerietielew
- Aleksandr Fribies
- Arkadij Toloczanow
- Nikołaj Ramzaj
- Aleksandr Annienkow
- Iwan Strokin
- Iwan Zauszkiewicz
- Aleksiej Łobanow-Rostowski
- Gieorgij Szyriajew
- Boris Borch
- Władimir Miasojedow
- Gieorgij Sztiurmier
- Dmitrij Makalinski[3]